# Finsta
Finsta – miejscowość (tätort) w Szwecji, w regionie administracyjnym (län) Sztokholm, w gminie Norrtälje.
Według danych Szwedzkiego Urzędu Statystycznego liczba ludności wyniosła: 239 (31 grudnia 2015), 257 (31 grudnia 2018) i 250 (31 grudnia 2019).